# Leopard (foguete)
Leopard, é um foguete de sondagem de origem britânica. Foi desenvolvido no final da década de 50 a partir dos motores: Rook no primeiro estágio e Gosling, no segundo, visando experimentos em alta velocidade.

## Características
O Leopard, era um foguete de dois estágios (1 x Rook + 1 x Gosling), movido a combustível sólido, com as seguintes características:
- Altura: 6 m
- Diâmetro: 44 cm
- Massa total: 1.500 kg
- Carga útil:
- Apogeu: 20 km
- Estreia: 22 de outubro de 1959
- Último: 30 de novembro de 1962
- Lançamentos: 11